# Lorenz Oken
Lorenz Oken (Bohlsbach, 1779. augusztus 1. – Zürich, 1851. augusztus 11.) német természettudós, botanikus, biológus és ornitológus.

## Életpályája
Lorenz Okenfuß néven született a badeni Bohlsbachban (ma Offenburg része), Ortenauban, és a freiburgi és würzburgi egyetemeken tanult természetrajzot és orvostudományt. A Göttingeni Egyetemre ment, ahol privatdozens (fizetés nélküli előadó) lett, és nevét Okenre rövidítette. Lorenz Oken néven jelentette meg Grundriss der Naturphilosophie, der Theorie der Sinne, mit der darauf gegründeten Classification der Thiere (1802) című kis művét. Ez volt az első műveinek sorozatából, amely a "Naturphilosophie" mozgalom egyik vezetőjévé tette őt Németországban.

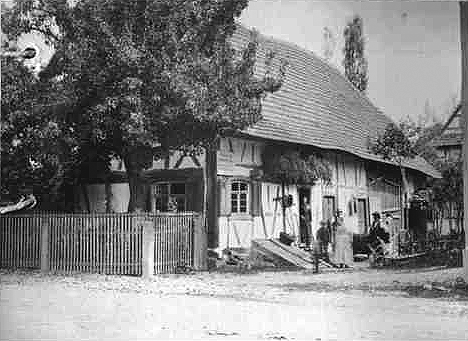
A szülőhaza Bohlsbachban. Régi képeslap 1880-ból.

E művében kiterjesztette a természettudományra azokat a filozófiai elveket, amelyeket Immanuel Kant (1724-1804) az ismeretelméletre és az erkölcsre alkalmazott. Okent ebben Johann Gottlieb Fichte (1762-1814) előzte meg, aki, elismerve, hogy Kant felfedezte az egyetemes tudomány anyagát, kijelentette, hogy már csak ezen anyagok szisztematikus összehangolására van szükség. Fichte erre a feladatra vállalkozott a "Tudománytan" (Wissenschaftslehre) című művében, amelynek célja az volt, hogy minden ismeretet a priori eszközökkel építsen fel. Ezt a Fichte által csupán felvázolt kísérletet Friedrich Schelling (1775-1854) filozófus továbbfejlesztette. Oken Schelling munkásságára épített, és szintézist készített arról, amit Schelling szerinte elért.
Oken elkészítette a hétkötetes Allgemeine Naturgeschichte für alle Stände című sorozatot, Johann Conrad Susemihl (1767-1847) metszeteivel, amelyet 1839 és 1841 között Stuttgartban a Hoffman kiadó adott ki.

## Az állatok osztályozásának új rendszere
Az 1802-ben megjelent Grundriss der Naturphilosophie című művében Oken felvázolta annak a rendszernek a körvonalait, amelynek tökéletesítésének később szentelte magát. Az ebben a művében kifejtett álláspont, amelyhez továbbra is ragaszkodott, az, hogy "az állatosztályok gyakorlatilag nem mások, mint az érzékszervek leképezése, és hogy az állatoknak ezek szerint kell rendeződniük".
Következésképpen Oken azt állította, hogy csak öt állati osztály létezik:
- Dermatozoa, azaz gerinctelen állatok.
- Glossozoa, vagyis halak, vagyis azok az állatok, amelyekben először jelenik meg valódi nyelv.
- Rhinozoa, vagyis hüllők, amelyekben az orr először nyílik a szájba és lélegzik be a levegőt.
- Otozoa, azaz madarak, amelyekben a fül először nyílik ki kívülről.
- Ophthalmozoa, vagyis emlősök, amelyekben az összes érzékszerv jelen van és teljes, a szemek mozgathatóak és szemhéjjal fedettek.

1805-ben Oken a priori elv alkalmazásában további előrelépést tett a keletkezésről szóló könyvében (Die Zeugung), amelyben azt állította, hogy "minden szerves lény hólyagocskákból vagy sejtekből származik és azokból áll. Ezek a hólyagocskák, ha külön-külön leválasztva és eredeti keletkezési folyamatukban vizsgáljuk őket, a csecsemőtömeget vagy protoplazmát (Urschleim) alkotják, amelyből minden nagyobb szervezet kialakul vagy kifejlődik. Termelődésük tehát nem más, mint az Infusoriák szabályos agglomerációja - természetesen nem a már kidolgozott vagy tökéletes fajoké, hanem általában a nyálkahólyagoké vagy pontoké, amelyek először egyesülésük vagy egyesülésük révén alakulnak ki egyes fajokká."
Egy évvel ezen értekezés elkészülte után Oken egy lépéssel továbbfejlesztette rendszerét, és az 1806-ban megjelent, Dietrich von Kieser (1779-1862) közreműködésével írt Beiträge zur vergleichenden Zoologie, Anatomie, und Physiologie című kötetében kimutatta, hogy a belek a köldökhólyagból erednek, és hogy ez megfelel a vitellus-nak vagy sárgatestnek. Caspar Wolff (1735-1794) már korábban azt állította, hogy ezt a tényt a csirkénél bizonyította (Theoria Generationis, 1774), de nem tekintette általános törvényszerűség bizonyítékának. Oken a felfedezés fontosságát rendszerének illusztrációjaként mutatta ki. Ugyanebben a művében Oken leírta és felhívta a figyelmet a corpora Wolffiana-ra ("ősvese").

## Jénai Egyetem
A fiatal göttingeni magándocens hírneve eljutott Johann Wolfgang von Goethe (1749-1832) fülébe, és 1807-ben Oken meghívást kapott a Jénai Egyetem orvosi tudományok rendkívüli professzori állásának betöltésére. Beiktatási beszédének témájául a "Koponyacsontok jelentéséről" szóló, egy előző évi felfedezésen alapuló elképzeléseit választotta. Ezt az előadást Goethe, mint titkos tanácsos és az egyetem rektora jelenlétében tartotta, és még ugyanabban az évben megjelent Ueber die Bedeutung der Schädelknochen címmel.
Oken jénai előadásai széleskörűek voltak, és abban az időben nagyra értékelték. A tantárgyak között szerepelt a természetfilozófia, az általános természetrajz, a zoológia, az összehasonlító anatómia, az ember, az állatok és a növények élettana. A szellem, amellyel a tudományok hatalmas területével megküzdött, jellemzően az Ueber das Universum als Fortsetzung des Sinnensystems (1808) című esszéjében mutatkozik meg. Ebben a művében rögzíti, hogy "az organizmus nem más, mint a világegyetem összes tevékenységének egyetlen egyéni testben való egyesülése". Ez a tanítás vezette őt ahhoz a meggyőződéshez, hogy "világ és organizmus egy természetűek, és nem pusztán összhangban állnak egymással". Ugyanebben az évben adta ki Erste Ideen zur Theorie des Lichts, &c. című művét, amelyben azt a tételt fejtette ki, hogy "a fény nem lehet más, mint az éter poláris feszültsége, amelyet egy központi test idéz elő a bolygókkal ellentétben, a hő pedig nem más, mint ennek az éternek a mozgása" - a "fizikai erők korrelációjáról" szóló tan egyfajta homályos előzménye.
1809-ben Oken kiterjesztette rendszerét az ásványi világra is, és az érceket nem a fémek, hanem az oxigénnel, savakkal és kénnel való kombinációik szerint rendezte el. A szerves és szervetlen természetről alkotott nézeteit 1810-ben egyetlen összefoglaló rendszerben foglalta össze. A Lehrbuch der Naturphilosophie első kiadásában, amely ebben és a következő években jelent meg, arra törekedett, hogy különböző tanításait kölcsönös összefüggésbe hozza, és "megmutassa, hogy az ásványi, növényi és állati birodalmat nem önkényesen, egyes és elszigetelt jegyek szerint kell elrendezni, hanem a kardinális szervekre vagy anatómiai rendszerekre kell alapozni, amelyekből szükségszerűen kialakul egy szilárdan meghatározott számú osztály; hogy továbbá minden osztály alulról veszi a kiindulópontját, és következésképpen mindegyik osztály párhuzamosan halad egymással"; és hogy "ahogyan a kémiában, ahol a kombinációk határozott számtörvényt követnek, az anatómiában a szervek, a fiziológiában a funkciók, a természetrajzban pedig az ásványok, növények és állatok osztályai, családjai, sőt nemzetségei is hasonló számtani arányt mutatnak. " A Lehrbuch révén Oken megkapta a Hofrath, azaz udvari tanácsos címet, és 1812-ben kinevezték a természettudományok rendes professzorává.

## Isis folyóirat

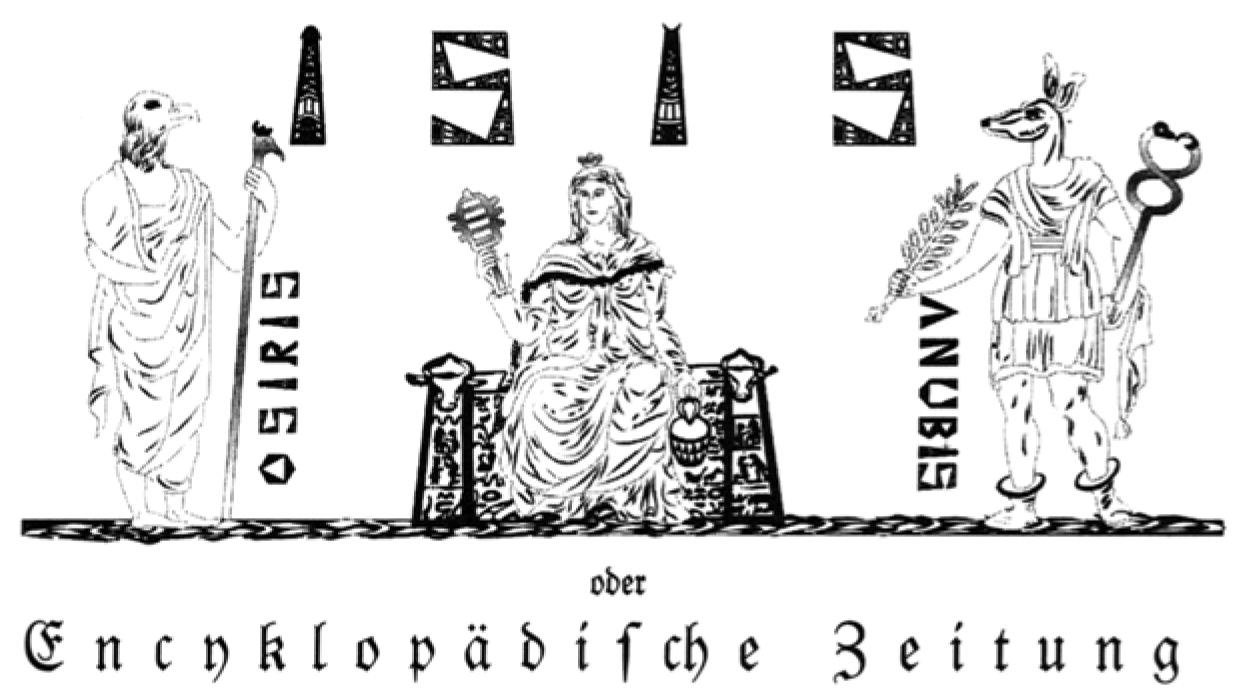
A címlap

1816-ban Oken megkezdte Isis, eine encyclopädische Zeitschrift, vorzüglich für Naturgeschichte, vergleichende Anatomie und Physiologie című ismert folyóiratának kiadását. Ebben a folyóiratban esszék és közlemények jelentek meg a természettudományokról és más érdekes témákról; időnként versek, sőt más német államok politikájáról szóló megjegyzések is helyet kaptak.
1821-ben Oken az Isisben hirdette meg a Német Természettudósok és Orvosok Társasága éves közgyűléseinek első ötletét, amely a következő évben megvalósult, amikor az első ülést Lipcsében tartották. A Brit Tudományfejlesztési Egyesületet kezdetben bevallottan a német vagy okeni modell szerint szervezték meg. 1828-ban Oken visszatért eredeti szerény feladataihoz az újonnan alapított müncheni egyetem magándoktoraként, és nem sokkal később ugyanezen egyetem rendes professzorává nevezték ki. 1832-ben a bajor kormány javaslatára, miszerint áthelyeznék az állam egyik tartományi egyetemének professzori székébe, lemondott kinevezéséről, és elhagyta a királyságot. 1833-ban kinevezték az akkor nemrég alapított Zürichi Egyetem természettudományi professzori székébe. Ott tartózkodott haláláig, szakmai kötelezettségeinek eleget téve és kedvenc tudományának fejlődését elősegítve.

## Homológiai nézetei
Oken valamennyi írása egy feltételezett elv deduktív illusztrációja, amelyet a transzcendentális iskola más filozófusaival együtt a természet összes rejtélyének magyarázatával egyenlőnek tartott. Szerinte a fej a törzs megismétlődése - egyfajta második törzs, végtagjaival és egyéb függelékeivel együtt; megfigyeléseinek és összehasonlításainak ezt az összegzését - amelyek közül csak keveset közölt valaha is részletesen - mindig szem előtt kell tartani, ha összehasonlítjuk az Oken által a homológiai anatómiában vállalt részt a tudomány e filozófiai ágának más művelői által elért eredményekkel. A koponya, illetve a koponya részei és a gerincoszlop közötti analógia gondolatát korábban Johann von Autenrieth (1772-1835) és Carl Kielmeyer (1765-1844), valamint Johann Frank (1745-1821) írásaiban már felvetették és előadásaikban megszellőztették. Oken főként Schelling misztikus rendszerének illusztrálására alkalmazta - a "mindenben-az-mindent" és a "mindenben-mindent". Oken legkorábbi és legkésőbbi, e témával foglalkozó írásaitól kezdve "a fej az egész törzs ismétlése, annak minden rendszerével együtt: az agy a gerincvelő; a koponya a gerincoszlop; a száj a belek és a hasüreg; az orr a tüdő és a mellkas; az állkapocs a végtagok; a fogak pedig a karmok vagy körmök". Johann von Spix (1781-1826) Cephalogenesis című fóliánsában (1818) gazdagon illusztrálta az összehasonlító kraniológiát, de a tényeket ugyanebben a transzcendentális köntösben mutatta be; Georges Cuvier (1769-1832) pedig kihasználta Schelling e tanítványainak túlzásait, hogy nevetségessé tegye a részeknek az ősképhez való magasabb rendű viszonyára irányuló egész vizsgálatot, amelyet Sir Richard Owen (1804-1892) "általános homológiáknak" nevezett.
A koponya csigolyaelmélete gyakorlatilag eltűnt az anatómiai tudományból, amikor Georges Cuvier munkássága a végéhez közeledett. Owen Archetype and Homologies of the Vertebrate Skeleton című művében az elképzelést nemcsak felelevenítette, hanem először dolgozta ki induktív módon, és az elméletet helyesen fogalmazta meg, a következőképpen: "A fej nem a törzs virtuális megfelelője, hanem csak egy része, azaz bizonyos módosított szegmensei az egész testnek. Az állkapcsok az első két szegmens 'vérboltozatai'; ezek nem a fej végtagjai." (176. o.).
1818. augusztus 26-án, Christian Gottfried Nees von Esenbeck elnöklete alatt Okent Herkules névvel felvették a Lipót-Karolinai Német Természettudósok Birodalmi Akadémiájára, és alig tíz nappal később adjunktusnak nevezték ki.
Oken 1832-ben a Svéd Királyi Tudományos Akadémia külföldi tagjává választották.

## Fordítás
- Ez a szócikk részben vagy egészben  a   Lorenz Oken című angol Wikipédia-szócikk fordításán alapul.  Az eredeti cikk szerkesztőit annak laptörténete sorolja fel. Ez a jelzés csupán a megfogalmazás eredetét és a szerzői jogokat jelzi, nem szolgál a cikkben szereplő információk forrásmegjelöléseként.
- Ez a szócikk részben vagy egészben  a   Lorenz Oken című német Wikipédia-szócikk fordításán alapul.  Az eredeti cikk szerkesztőit annak laptörténete sorolja fel. Ez a jelzés csupán a megfogalmazás eredetét és a szerzői jogokat jelzi, nem szolgál a cikkben szereplő információk forrásmegjelöléseként.